# الاستيلاء على العرش
الاستيلاء على العرش (بالإنجليزية: Catch the Throne)‏ هو مزيج من مجلدين. تم إصدار المجلد الأول رقميًا في 7 مارس 2014، وعلى قرص مضغوط في 28 مارس 2014، كشريط مزيج مجاني يضم فناني راب مختلفين للمساعدة في الترويج لمسلسل إتش بي أو صراع العروش. تتميز الألبومات بفنانين الهيب هوب بما في ذلك سنوب دوغ، وتاي دولا ساين، وكومن، والي، ودادي يانكي، بالإضافة إلى موسيقى رامين جوادي من المسلسل وبعض الأصوات من المسلسل.